# Caudron C.714
Le Caudron C.714 est un avion de chasse français de la fin des années 1930. Il est l'expression française la plus aboutie de la recherche d'un chasseur léger de coût réduit compatible avec une production de guerre.
Ses principales qualités étaient une aérodynamique très favorable qui lui conférait une vitesse élevée, malgré un moteur Renault de seulement 450 ch, une consommation modeste de carburant, un faible poids et sa facilité de construction.
Ce monomoteur de chasse est inspiré des avions de compétition réalisés par Marcel Riffard.

## Origines

### Le programme C1 de 1934
Le 13 juillet 1934, le Service technique de l'aéronautique (STAé) lança un programme d'avion de chasse monoplace, dit « C1 », pour remplacer les Dewoitine D.500 et Loire 46. Ce programme fut modifié à plusieurs reprises et figé le 16 novembre 1935. Il donna naissance aux Loire 250, Dewoitine D.513, Loire-Nieuport LN 161, Morane-Saulnier MS.405 et Bloch MB.150.
La firme Caudron participa au segment léger du programme C1. L'appareil devait être équipé d'un moteur de 450 ch à 500 ch, avec une vitesse maximale de 450 km/h, une autonomie de 2h 30 à 320 km/h, une montée à 4 000 m en moins de 6 min, 8 000 m en moins de 15 min et 10 000 m en moins de 19 min. L'armement pouvait être constitué de 4 mitrailleuses de 7,5 mm ou 1 canon de 20 mm et 2 mitrailleuses.

### Les prototypes Caudron
Les études sur un chasseur léger dérivé des modèles de compétition débutèrent en 1935 chez Caudron.

#### C. 710
Le monoplace de chasse léger Caudron-Renault C. 710 était dérivé du Caudron C.460 de compétition. Cet avion à train fixe atteignait 435 km/h avec deux maquettes de canons de 20 mm et le nouveau moteur Renault 12R, d'une puissance de 420 ch.
Caudron fit voler cet avion pour la première fois le 27 juin 1936. Il subit à partir du 15 juillet 1936 de nombreux essais au Centre d'Essais de Matériels Aériens (CEMA).
Le C. 710 fut montré au public durant la Fête de l'Air, à Villacoublay, le 18 juillet 1937.
Une version plus puissante fut présentée sur la base de Villacoublay le 26 novembre 1937, avec un moteur porté à 450 ch.
Les performances annoncées étaient sensiblement améliorées :
| Altitude | temps de montée en min | taux moyen en m/s | vitesse en km/h |
| -------- | ---------------------- | ----------------- | --------------- |
| 0        | /                      | /                 | 390             |
| 2000     | 2 min 41 s             | 12,42             | 430             |
| 4000     | 4 min 33 s             | 14,65             | 460             |
| 8000     | 11 min 27 s            | 11,64             | /               |

Ce modèle est essayé par l'Aviation soviétique en 1938.

#### C. 712
Le Caudron C.712 R fut construit en 1936 pour battre le record de vitesse de 567 km/h, obtenu par Howard Hughes sur l'appareil Hughes H-1 Special 1B Racer et gagner les primes délivrées par le Ministère de l'Air en cas de succès.
L'appareil était constitué d'un fuselage de C. 710 à pare-brise abaissé, de la voilure et de l'empennage horizontal du C. 560. Le moteur V 12 Renault était porté à 730 ch par modification de la compression et l'utilisation d'un mélange "super-indétonant".
L'avion fut transféré en camion à Istres le 16 décembre 1936 pour effectuer la tentative de record aux mains de Raymond Delmotte.
Les conditions atmosphériques empêchèrent les vols jusqu'au 26 décembre.
Après un décollage sur un kilomètre en 37 secondes, l'avion atteint la vitesse de 520 km/h à 60 % de sa puissance et grimpa à 4 000 m en 2 min. Des problèmes d'admission d'air provoqués par la vitesse limitèrent le régime du moteur et empêchèrent de battre le record de vitesse.
Une seconde tentative eut lieu au mois d'avril 1937 à Istres. Les conditions météorologiques étaient idéales le 24 avril 1937 et Raymond Delmotte fit décoller le C. 712 en 12 secondes sur 300 m. L'avion atteint 620 km/h puis d'importantes vibrations se déclarèrent et obligèrent Delmotte à se parachuter. Une pierre avait frappé un aileron de profondeur au décollage, provoqué la rupture de son longeron et la destruction du plan de profondeur.
Un nouveau prototype de Caudron C.712 R fut développé à partir de la fin de l'année 1937, avec pour objectif une vitesse de 700 km/h. L'avion fut renommé C. 714 R pour entretenir une confusion avec l'avion de chasse C.714, la construction ralentit faute de décision ministérielle puis fut suspendue avec l'entrée en guerre. Le C. 712/714 R a été caché durant la guerre sous le hall d'exposition Renault des Champs-Élysées.

#### C. 713
Les performances du C. 710 restaient inférieures aux demandes du programme de chasseur C1 de 1934 et Caudron-Renault développa le C. 713 à train d'atterrissage rétractable, doté d'un moteur Renault 12R de 450 ch et d'un canon de 20 mm dans chaque aile.
Cet avion présentait les performances suivantes:
| Altitude | temps de montée en min | taux moyen en m/s | vitesse en km/h |
| -------- | ---------------------- | ----------------- | --------------- |
| 0        | /                      | /                 | 390             |
| 1000     | 2 min 12 s             | 7,57              | 409             |
| 2000     | 4 min 49 s             | 6,92              | 431             |
| 3000     | 7 min 11 s             | 6,96              | 451             |
| 4000     | 9 min 25 s             | 8,6               | 470             |
| 5000     | 11 min 46 s            | 7,08              | 465             |
| 6000     | 14 min 52 s            | 6,76              | 459             |
| 7000     | 18 min 58 s            | 6,15              | 451             |

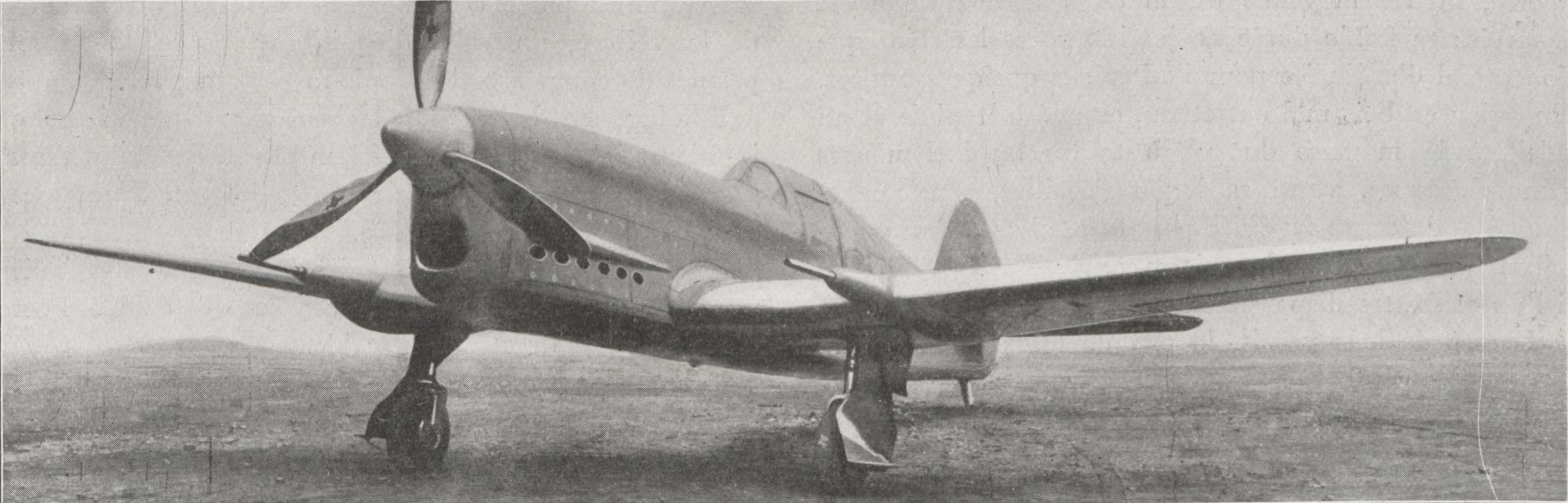
Caudron C.713

Le C. 713 pouvait atteindre 700 km/h en léger piqué et une vitesse en palier supérieure aux premiers modèles du programme C1 de 1934, les Bloch MB. 151 de 920 ch et Morane-Saulnier MS 405 de 860 ch.
L'avion servit de prototype de définition du Caudron C. 714.

## Le C. 714
Le prototype du C.714 Cyclone fit son vol inaugural le 6 juillet 1938.

### Description
L'avion est construit en grande partie en bois, avec un moteur en V, une voilure basse monoplan cantilever, un cockpit fermé et un train d'atterrissage escamotable.

#### Plans alaires
L'aile est constituée de deux longerons-caissons et de nervures. Elle est couverte d'un revêtement travaillant en contreplaqué de bouleau, entoilé et enduit de façon à obtenir un poli parfait. Les longerons sont construits en bois de limbo et de spruce, les nervures en contreplaqué de bouleau et en spruce.
Les ailerons et les volets de courbure ont une structure en duralumin, recouverte de toile pour les premiers et d'une tôle de magnésium pour les seconds.
Le train d'atterrissage Messier est large de 2,53 m et s'efface dans l'aile. Il est masqué par une tôle fixée à l'extérieur des jambes d'atterrissage à amortisseur oléo-pneumatique Bille. Ces dernières sont dotées d'un pneu à basse pression et d'un frein. Une béquille en acier est montée à l'extrémité arrière du fuselage.
Les gouvernails de direction et de profondeur ont une structure en duralumin et sont entoilés. Les plans mobiles sont équilibrés et compensés. Ils sont amortis contre les vibrations, articulés sur des roulements à billes et disposent de petits flettners réglables en vol.

#### Fuselage
Le fuselage forme une poutre constituée de longerons, de montants et de traverses en spruce, renforcés aux jonctions et recouverts par des plaques de contreplaqué de bouleau. Il est entoilé sur les flancs et couvert sur le dos et le ventre de tôles de magnésium boulonnées et amovibles.
À l'avant, un bâti soudé en tubes d'acier au chrome-molybdène relie la structure au moteur posé sur des blocs de caoutchouc. Le carénage du moteur en tôle de magnésium assure une circulation d'air interne et des capots clipsés permettent l'accès aux organes mécaniques.
La partie avant du fuselage est adaptée aux formes du moteur et la partie arrière présente des flancs verticaux et s'affine jusqu'à l'extrémité. L'ensemble est dessiné avec une recherche d'efficience aérodynamique.
Le poste de pilotage est placé en arrière de l'aile et dispose de grandes fenêtres latérales, le tout pour assurer une bonne visibilité. L'accès au poste s'effectue par le toit.

#### Motorisation
Le moteur est un modèle Renault 12 R 03, constitué de l'assemblage de deux moteurs 6Q à 6 cylindres en ligne de 220 ch et 9,5 litres de cylindrée. Ce 12 cylindres en V inversé est suralimenté par compresseur et refroidi par air. Il présente une cylindrée de 19 l et un poids à vide de 439 kg. La puissance nominale de 450 ch, à 2500 tr/min, pouvait être portée à 507 ch au décollage pendant 3 min. Il actionne une hélice tripale Ratier à commande électrique et vitesse constante et est alimenté par des réservoirs protégés en duralumin d'une capacité de 200 litres d'essence. Le carburateur alimentant le moteur permet le vol sous g négatif.
La consommation de carburant est de 118 kg/h à vitesse maximale et de 60 kg/h à 370 km/h.

#### Armement et équipement
- Armement

L'avion peut recevoir comme armement deux canons Hispano-Suiza de 20 mm ou quatre mitrailleuses de 7,5 mm MAC 34, placés dans les ailes. 

Le tir des quatre MAC 34 permet de délivrer 80 projectiles par seconde (4 × 1200 coups/min : 4800 coups/min) ou 0,992 kg, avec la balle lourde mle 1933 D (balle de 12,35 g pour armes automatiques). Des carènes profilées sous l'aile contiennent un chargeur de 300 coups par arme, soit un total de 1 200 projectiles, ou 15 secondes de tir à la dotation maximale.
- Équipement

Le pilote dispose d'un chauffage, d'une aération, d'un inhalateur d'oxygène à bouteille, d'un éclairage pour les vols de nuit et d'une radio émetteur/récepteur sur ondes ultra-courtes Radio-Industrie RI 537, avec deux antennes pour émettre et recevoir simultanément.

### Performances détaillées du C. 714
Selon les données publiées en 1939, l'avion est capable de voler à 700 km/h en léger piqué et présente un plafond théorique de 9 400 m et pratique de 9 100 m. La vitesse d'atterrissage est de 117 km/h et celle de croisière de 320 km/h.
Le CEMA mesure aux essais une vitesse de 390 km/h au niveau du sol et 479 km/h à 4 500 m, avec un exemplaire doté d'un moteur Renault 12R01, au poids de 1 715 kg. Avec un moteur 12R03, la vitesse maximale est de 488 km/h à 5 000 m.
| Altitude en m | temps de montée en min (publié) | taux moyen en m/s (publié) | vitesse en km/h (publié) | temps de montée en min (CEMA - moteur 12R01) |
| ------------- | ------------------------------- | -------------------------- | ------------------------ | -------------------------------------------- |
| 0             | /                               | /                          | 404                      | /                                            |
| 1000          | 1 min 40 s                      | 10                         | 420                      | /                                            |
| 2000          | 3 min 20 s                      | 10                         | 440                      | 3 min 28 s                                   |
| 3000          | 5 min 00 s                      | 10                         | 463                      | /                                            |
| 4000          | 6 min 45 s                      | 9,87                       | 487                      | 7 min 02 s                                   |
| 5000          | 8 min 34 s                      | 9,72                       | 480                      | 9 min                                        |
| 6000          | 10 min 40 s                     | 9,37                       | 470                      | 11 min 22 s                                  |
| 7000          | 13 min 40 s                     | 8,53                       | 455                      | 15 min                                       |
| 8000          | /                               | /                          | /                        | 19 min 57 s                                  |
| 9000          | /                               | /                          | /                        | 29 min 12 s                                  |

Les variations entre les mesures effectués par le constructeur et les services d'état sont généralement liées à une préparation par le constructeur (état de surface parfait, poids minimal de munitions et de carburant...) et des essais officiels à pleine charge (équipement de bord complet, plein de munitions et de carburant..).

#### Comparatif avec les chasseurs de l'Armée de l'Air et les avions des armées étrangères
Les avions présentés correspondent aux principaux types en service dans l'Armée de l'Air, ou chez ses alliés ou ses adversaires, durant la Campagne de France.
- Armée de l'Air

| Type                   | Vitesse (km/h) | Plafond (m) | Armement                |
| ---------------------- | -------------- | ----------- | ----------------------- |
| Koolhoven F.K.58       | 475            | 10000       | 4 × 7,5 mm              |
| Bloch MB. 151          | 483            | 10000       | 4 × 7,5 mm              |
| Morane-Saulnier MS.406 | 485            | 9850        | 20 mm et 2 × 7,5 mm     |
| Curtiss H-75 A1        | 486            | 9700        | 4 × 7,5 mm              |
| Curtiss H-75 A3        | 500            | 10000       | 6 × 7,5 mm              |
| Bloch MB. 152          | 470 - 515      | 10000       | 2 × 20 mm et 2 × 7,5 mm |
| Dewoitine D.520        | 535            | 10250       | 20 mm et 4 × 7,5 mm     |

- Avions étrangers

| Type                   | Vitesse (km/h) | Plafond (m)                 | Armement                                |
| ---------------------- | -------------- | --------------------------- | --------------------------------------- |
| Gloster Gladiator II   | 414            | 9995                        | 4 × 7,7 mm                              |
| Heinkel 111 H          | 415            | 8500 (plafond opérationnel) | 3 × 7,92 mm                             |
| Dornier Do 17Z         | 423            | 8150 (plafond opérationnel) | 3 × 7,92 mm                             |
| Fiat CR.42 Falco       | 441            | 10100                       | 2 × 12,7 mm                             |
| Fiat G.50 Freccia      | 470            | 10750                       | 2 × 12,7 mm                             |
| Macchi M.C.200         | 503            | 8900 (plafond opérationnel) | 2 × 12,7 mm                             |
| Messerschmitt Bf 110C2 | 518            | 9500                        | 2 × 20 mm et 5 × 7,92 mm                |
| Hawker Hurricane I     | 510/527        | 10120                       | 8 × 7,7 mm                              |
| Messerschmitt Bf 109E  | 530/571        | 10300                       | 4 × 7,92 mm ou 2 × 20 mm et 2 × 7,92 mm |

Le C. 714 atteignait une vitesse en palier supérieure au Bloch MB. 151, aux premières versions du Bloch MB. 152, au Koolhoven F.K.58, comparable aux Curtiss H-75 A1 et Morane-Saulnier MS.406. Le temps de montée de l'avion à 7 000 m est supérieur au Curtiss H-75 A1 (11 minutes ou 10,6 m/s) et inférieur au Morane Saulnier MS. 406 (18 minutes ou 6,48 m/s).
Le plafond était inférieur à celui de tous les chasseurs de l'Armée de l'Air en mai 1940.
L'armement équivalait à celui des Bloch MB. 151, Curtiss H-75 A1 et Koolhoven F.K.58.
Le chasseur Caudron surclassait en vitesse le Gloster Gladiator, dont deux squadrons déployés en France en mai 1940 sont détruits en dix jours, mais reste inférieur au Hawker Hurricane.
Le C. 714 était doté de performances inférieures à ses adversaires directs en mai et juin 1940, le Messerschmitt Bf 109E et le Messerschmitt Bf 110C2. Le premier est mesuré à 571 km/h de vitesse maximale avec les volets fermés, à 530 km/h avec les volets ouverts et monte à 7 000 m en 10 min 02 s, le second à 514 km/h et 6000 m en 10 min 5 s. Ce chasseur pouvait toutefois parfaitement atteindre le Dornier Do 17 ou Heinkel 111, que ce soit en termes de vitesse ou d'altitude.
Le seul avion italien doté de performances supérieures en vitesse est le Macchi M.C.200.

### Essais et présentations
Au cours des essais en vol constructeur, le pilote Roger Janin perdit deux ailerons en survitesse, mais il réussit un atterrissage au moteur et palonnier.
L'avion fut présenté par Raymond Delmotte en septembre 1938 au CEMA et débuta ses essais aux mains de Michel Détroyat.
L'avion est défini comme très maniable avec des performances légèrement supérieures au Morane-Saulnier MS 406.
Le lieutenant Constantin Rozanoff effectua les essais de tir à Cazaux en décembre 1938, qui se réalisèrent dans d'excellentes conditions.
L'avion fut montré en vol à Villacoublay par Roger Janin devant deux délégations britanniques, en octobre et au début de décembre 1938.
Il est exposé au XVIe Salon de l'aéronautique de Paris (25 novembre au 11 décembre 1938).

### Production
Après les essais officiels, le Caudron Cyclone fut défini comme inapte au combat, la cellule étant considérée comme incapable de résister aux obus explosifs et la vitesse ascensionnelle paraissant insuffisante. Il fut construit pour une utilisation comme avion d'entraînement avancé.
Une série de 20 avions avec 120 options fut commandée en 1938 par le Ministère de l'Air pour en lancer la construction à la mi-1939. La commande est portée à 120 exemplaires fermes, puis réduite pour cause de performances insuffisantes.
La construction en série de l'appareil demandait 5000 h de travail et 83 à 90 exemplaires furent construits jusqu'en février 1940.

## Pays utilisateurs

### Finlande

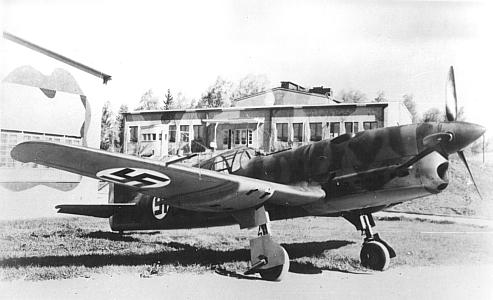
Caudron C.714 avec insignes finlandais

L'attaché français à Helsinki reçut le 28 décembre 1939 un télégramme annonçant une aide militaire à la Finlande. Elle comprenait pour les avions 50 Morane-Saulnier MS 406, bientôt augmentés de 80 Caudron CR 714, 46 Koolhoven F.K.58 et 62 Potez 633. Les livraisons, inachevées, portèrent sur 30 Morane Saulnier MS. 406 et 6 Caudron, débarqués en caisse à Bergen.

Les avions furent affectés au régiment d'aviation LeR 3 équipé de Fokker D.XXI et équipèrent son quatrième escadron, le LLv 34. Au vu de leur faible nombre, les avions furent utilisés avec des biplans plus anciens pour former une unité d'entraînement avancé, mais faute de pièces détachées, leur utilisation fut brève.
Un exemplaire fut versé à l'école des mécaniciens et les autres furent retirés du service et stockés en mai 1941.

### France
Le lieutenant-colonel Lionel de Marmier fut chargé de faire la liaison avec le GC 1/145 Varsovie sous le commandement de Joseph Kępiński et vola sur C. 714. Le 3 juin 1940, il abattit en collaboration avec le lieutenant Czerwiński et le sous-lieutenant Żukowski deux Heinkel 111 au-dessus de Villacoublay et un autre avion au-dessus d’Étampes quelques jours plus tard.
Sept à neuf exemplaires sont pris en compte par l'Armée d'armistice pour l'entraînement et rapidement stockés.

### Pologne

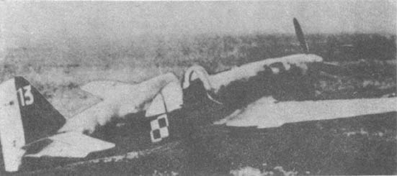
Chasseur Caudron C.714 du Groupe de Chasse I/145, avec damier polonais, juin 1940

Les gouvernements français et britannique décidèrent de venir en aide à la Finlande attaquée par l'URSS et le gouvernement polonais en exil s'adjoignit à eux. La création d'un groupe de chasse polonais fut décidée à cette occasion.
L'unité débuta sa formation à Lyon Bron sur Morane-Saulnier MS.406 et Caudron C. 714. Elle était constituée de pilotes militaires, rompus aux tactiques allemandes depuis la Campagne de Pologne menée sur les PZL P.7 et PZL P.11 et particulièrement motivés.
La Finlande et l'URSS signèrent le 12 mars 1940 un cessez-le-feu, ce qui retira son but premier au futur escadron.

#### La formation du GC 1/145 Varsovie sur C.714
L'escadron "finlandais" devint le GC 1/145 Varsovie le 6 avril 1940, sous le commandement de Joseph Kępiński, assisté par Lionel de Marmier. Les Caudron C. 714 étaient sortis de stockage le 10 mai 1940 et le 18 mai, les pilotes du "Varsovie" les prirent en compte sur la base de Villacoublay. La mise au point des Caudron n'était pas achevée et une équipe technique fut dépêchée. La fiabilisation des avions ne put être réalisée, faute de temps.
En conséquence, les commentaires des pilotes polonais furent peu élogieux : "Très délicat à piloter, décollages et atterrissages trop longs, vitesse ascensionnelle insuffisante, manque de souplesse aux ailerons, fonctionnement aléatoire du train, échauffement anormal du moteur, entretien délicat, fragilité chronique des vilebrequins, démarreurs vite hors d'usage". Ils apprécièrent toutefois "un armement bien concentré et une maniabilité en virage étonnante".
Le capitaine Piotr Łaguna, second commandant du groupe I/145, remit aux autorités britanniques un rapport sur l'avion. Il considérait le C. 714 comme un chasseur bien conçu mais constata l'absence de pièces détachées et de notices d'entretien et d'utilisation. Le seul manuel associé aux avions était un document publicitaire du constructeur.
L'avion était décrit comme un "parfait jouet volant" par ses pilotes.

#### Les combats
L'état-major français voulut interdire l'usage des avions mais le commandement polonais refusa d'attendre et obtint d'aller au combat.
Le groupe de combat I/145 fut opérationnel le 27 mai 1940, avec 31 pilotes, 125 mécaniciens, 34 avions et deux escadrilles. Il s'installa le 2 juin sur l'aérodrome de campagne de Dreux, aux infrastructures limitées, sous l'autorité du 21e groupement de Défense Aérienne du Territoire.
Un groupe de quatre pilotes fut placé à Angers pour assurer la protection du gouvernement en exil et du général Sikorski.
Le Groupe "Varsovie" connut des combats intenses entre le 8 et le 10 juin au-dessus de Dreux. Il intercepta des raids de bombardiers Do 17 escortés de Messerschmitt Bf 109 et Bf 110. Les douze Caudron restants effectuèrent leur dernière action lors de l'évacuation de Dreux.
Le groupe de combat se posa à Sermaises puis se déplaça à Châteauroux-La Martinerie le 13 juin. Des Bloch MB 152 y remplacèrent les Caudron à bout de souffle le jour suivant. Les pilotes abandonnent leurs avions à Rochefort le 17 juin et embarquent pour l'Angleterre le 19 juin.
L'entretien déjà problématique des avions ne fut pas facilité par les déplacements permanents liés à l'avancée allemande, le quotidien de l'Armée de l'Air en mai-juin 1940. Malgré ces problèmes techniques, le GC 1/145 revendiqua sur C. 714 la destruction du 27 mai au 13 juin de cinq Messerschmitt 110, cinq Messerschmitt 109 et cinq bombardier Dornier 17. Douze victoires furent homologuées par le commandement.
Le groupe de combat perdit au combat trois pilotes et sept avions. Six appareils furent détruits au cours d'accidents et les exemplaires en panne abandonnés au moment des évacuations d'aérodromes.

### Reichallemand
Une vingtaine d'appareils furent pris en charge par la Luftwaffe et finirent comme leurres sur les bases aériennes.

## Les successeurs C.760, C. 770 et C. 780
Deux prototypes et un projet de chasseurs Caudron furent développés selon la même formule d'une excellente aérodynamique et d'une grande légèreté. Le fuselage était en métal, avec des ailes en bois, des moteurs de plus forte puissance pour hausser les performances et un armement alourdi. Ils volèrent en avril 1940.
Le Caudron C. 760 fut conçu autour d'un moteur Renault 12 cylindres en V inversé de 650 ch, mais reçut faute de disponibilité un moteur italien Isotta Fraschini de 730 ch. L'avion atteignit 570 km/h en palier et monta à 4 000 m en 5 min 25 s et 8 000 m en 12 min 30 s. Ces performances étaient équivalentes à celles du Messerschmitt Bf 109E. Le prototype fut évacué en mai 1940 devant l'avancée allemande, puis saboté.
Le Caudron C. 770 était doté d'un moteur Renault 626 à 16 cylindres de 800 ch, dérivé du moteur 12R du C. 714 après une étude très rapide. Le capot moteur était modifié, avec des échappements latéraux, de même que l'aile. L'avion atteignit 590 km/h et monta à 4 000 m en 4 min 50 s au cours du premier vol. Le vilebrequin grippa mais le pilote sauva l'appareil. L'utilisation d'un moteur Hispano-Suiza 12Y45 de 920 ch fut envisagée pour continuer les vols. Le destin du C. 770 fut scellé par la réussite des essais du C. 760, doté d'un moteur fiable. Ce prototype subit le même sort final que le C. 760.
Le projet Caudron C. 780 était motorisé par un Renault 468 à 12 cylindres en V inversé porté à 500 ch, et armé de deux canons de 20 mm et 2 ou 4 mitrailleuses de 7,5 mm. Il ne put être achevé à temps pour les essais.

### Performances détaillées
| Type                                 | C. 760 | C. 770                                                      | C. 780                                                                   |
| ------------------------------------ | --- | ----------------------------------------------------------- | ------------------------------------------------------------------------ |
| Moteur                               | Renault 12 cylindres en V inversé de 650 ch / Isotta Fraschini Delta FC-40 à 12 cylindres de 730 ch à 4 000 m | Renault 626 à 16 cylindres en V inversé de 800 ch à 4 000 m | Renault 468 à 12 cylindres en V inversé de 500 ch                        |
| Envergure (m)                        | 8,97 | 9                                                           | 8,97                                                                     |
| Longueur (m)                         | 8,89 | 9,92                                                        | 2,60                                                                     |
| Hauteur (m)                          | 2,90 | 2,92                                                        | 8,50                                                                     |
| Surface alaire (m2)                  | 12,50 | 12,50                                                       | 12,50                                                                    |
| Poids à vide (kg)                    | 1550 | 1740                                                        | 1220                                                                     |
| Poids en charge (kg)                 | 2000 | 2250                                                        | 1700                                                                     |
| Vitesse maximale (km/h) à 5000 m     | 555/570 | 590                                                         | 533                                                                      |
| Vitesse de croisière (km/h)          | 470 | 506                                                         | /                                                                        |
| Autonomie (km)                       | 1570 | 1430                                                        | 1330                                                                     |
| Taux moyen de montée à 4 000 m (m/s) | 12,30 | 13,79                                                       | /                                                                        |
| Plafond (m)                          | 10 300 | 10 350                                                      | 9 700                                                                    |
| Rapport poids/puissance (kg/ch)      | 2,74 | 2,82                                                        | 3,4                                                                      |
| Armement                             | 6 × 7,5 mm MAC 34                                                                                             | 6 × 7,5 mm MAC 34                                           | 4 × 7,5 mm MAC 34 et 2 canons automatiques Hispano-Suiza HS-404 de 20 mm |

## Exemplaires survivants et reconstitution

### Exemplaires survivants

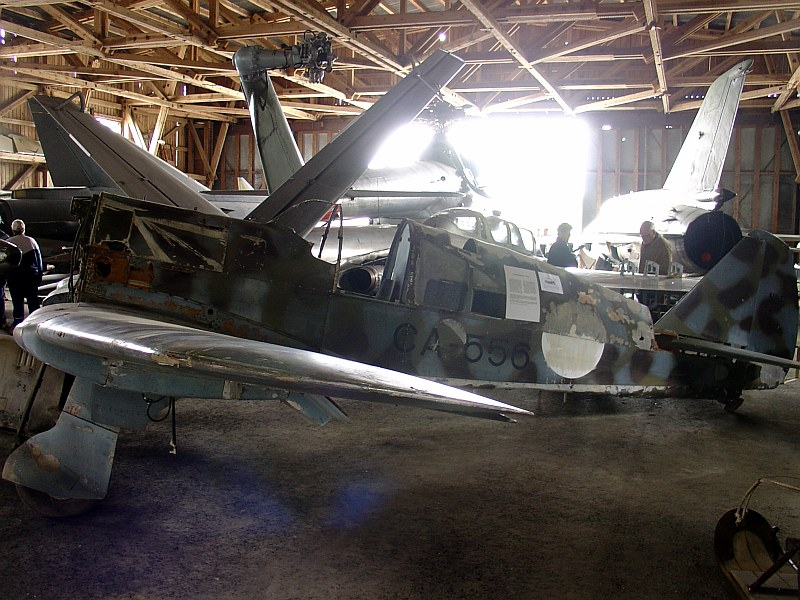
Caudron Cyclone C. 714, Finlande

Trois appareils ont survécu. Un exemplaire finlandais de Caudron C. 714 appartient au Keski-Suomen Ilmailumuseon (Musée finlandais de l'Aviation) et a été transféré au musée de l'aviation polonaise de Kraków dans le cadre d'un prêt à long terme. Un autre C. 714 est en restauration avec des éléments de C. 713 aux Ailes Anciennes du Bourget. Le Caudron C. 712 de record est placé dans les réserves du Musée de l'air et de l'espace

### Reconstitution

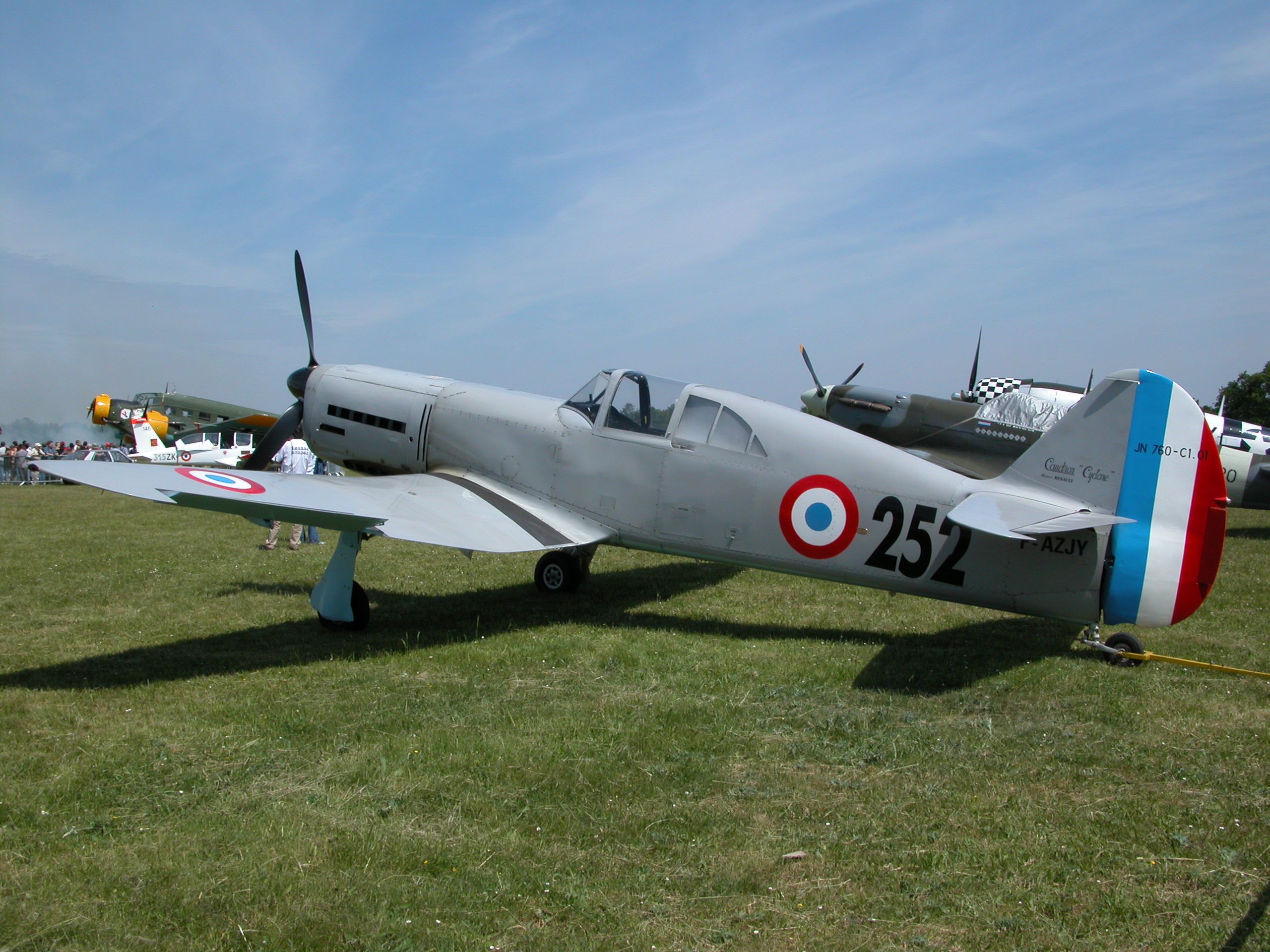
La Ferte-Alais, 2004

Jean Noan, un ingénieur de la société Bertin SRC, a créé à titre privé une reconstitution du Caudron 760 Cyclone à partir de photos, de témoignages et de quelques restes de plans. Le C760 est une version sur-motorisée du C 714.
« Je suis parti de deux photos, puisque cet avion qui est le dernier de la lignée de ces machines est sorti en avril 1940. Lorsque je me suis trouvé face à ce projet, je ne me rendais pas compte probablement de l’étendue des travaux que cela pouvait représenter. »
La construction du chasseur a nécessité 12 ans et 25 000 heures de travail. Il a fallu trouver un moteur, un moteur Renault de 600 chevaux que Jean Noan a récupéré auprès de l’armée française.
L'immatriculation de l'avion qui est basé à Chavenay est F-AZJY.
De nombreuses photos, notamment lors d'exhibitions à La Ferté-Alais, sont disponibles sur l'Internet.